# جو ليهي
جو ليهي (بالإنجليزية: Joe Leahy)‏ هو موزع أمريكي، ولد في 25 يوليو 1916، وتوفي في 12 سبتمبر 1974.